# Зак, Иоганн Филипп
Иоганн Филипп Зак (нем. Johann Philipp Sack; 11 ноября 1722, Гарцгероде — 14 сентября 1763, Берлин) — немецкий органист.
С 1747 г. работал в Берлине как органист и хормейстер, с 1756 г. главный органист Берлинского кафедрального собора. В 1749 г. организовал и возглавил Общество музыкальных упражнений (нем. Musikübende Gesellschaft zu Berlin) — вокально-инструментальный музыкальный коллектив, сыгравший, несмотря на свой любительский характер, важную роль в популяризации жанра оратории в германской исполнительской практике.
Написал ряд песен и псалмов с аккомпанементом клавесина.